# Fåglar utdöda i förhistorisk tid
Här listas de arter dog ut efter människans intåg, det vill säga under holocen, men före år 1500. Dessa har ofta beskrivits från subfossila lämningar, men inte under deras livstid. För arter som dog ut senare, se artikeln om fåglar utdöda i modern tid.

## Struthioniformes
Strutsar (Struthionidae)
- Gobistruts (Struthio anderssoni)

## Aepyornithiformes
Elefantfåglar (Aepyornithidae)
- Mindre elefantfågel (Mullerornis rudis)
- Jätteelefantfågel (Aepyornis maximus)
- Större elefantfågel (Aepyornis hildebrandti)

## Dinornithiformes
Jättemoafåglar (Dinornithidae)
- Nordöjättemoa (Dinornis novaezealandiae)
- Sydöjättemoa (Dinornis robustus)

Höglandsmoafåglar (Megalapteryidae)
- Höglandsmoa (Megalapteryx didinus)

Mindre moafåglar (Emeidae)
- Buskmoa (Anomalopteryx didiformis)
- Kustmoa (Euryapteryx curtus)
- Låglandsmoa (Emeus crassus)
- Tranmoa (Pachyornis geranoides)
- Tofsmoa (Pachyornis australis)
- Kortbent moa (Pachyornis elephantopus)

## Anseriformes
Änder (Anatidae)
- Sydögås (Cnemiornis calcitrans)
- Nordögås (Cnemiornis gracilis)
- Större hawaiigås (Branta hylobadiastes)
- Dvärgsvan (Cygnus equitum)
- Jättesvan (Cygnus falconeri)
- Mindre madagaskargås (Alopochen sirabensis)
- Barbadosgås (Neochen barbadiana)
- Större madagaskargås (Centrornis majori)
- Nyazeelandzebraand (Malacorhynchus scarletti)
- Nyazeelandmanand (Chenonetta finschi)
- Kalifornienand (Chendytes lawi)
- Maui-moanalo (Thambetochen chauliodous)
- Oahu-moanalo (Thambetochen xanion)
- Smalnäbbad moanalo (Ptaiochen pau)
- Kauai-moanalo (Chelychelynechen quassus)
- Nattand (Talpanas lippa)
- Chathamkricka (Anas chathamica)
- Chathamskrake (Mergus millineri)
- Nyazeelandkopparand (Oxyura vantetsi)
- Nyazeelandbisamand (Biziura delautouri)

## Galliformes
Mastodonthöns (Sylviornithidae)
- Mastodonthöna (Sylviornis neocaledoniae)
- Starknäbbad jättehöna (Megavitiornis altirostris)

Storfotshöns (Megapodiidae)
- Efatestorfotshöna (Mwalau walterlini)
- Lapitastorfotshöna (Megapodius alimentum)
- Nyakaledonienstorfotshöna (Megapodius molistructor)
- Fijistorfotshöna (Megapodius amissus)

Fasanfåglar (Phasianidae)
- Kanarievaktel (Coturnix gomerae)
- Madeiravaktel (Coturnix lignorum)
- Portosantovaktel (Coturnix alabrevis)
- Sãovicentevaktel (Coturnix centensis)

## Caprimulgiformes
Nattskärror (Caprimulgidae)
- Daiquirínattskärra (Siphonorhis daiquiri)

## Aegotheliformes
Uggleskärror (Aegothelidae)
- Maoriuggleskärra (Aegotheles novazelandiae)

## Apodiformes
Seglare (Apodidae)
- Mangaiasalangan (Aerodramus manuoi)
- Puertoricopalmseglare (Tachornis uranoceles)

## Cuculiformes
Gökar (Cuculidae)
- Urkoua (Coua primaeva)
- Goliatkoua (Coua berthae)

## Columbiformes
Duvor (Columbidae)
- Puertoricovaktelduva (Geotrygon larva)
- Marquesasgökduva (Macropygia heana)
- Polynesisk gökduva (Macropygia arevarevauupa)
- Sankthelenaduva (Dysmoropelia dekarchiskos)
- Maltaduva (Columba melitensis)
- Hendersonmarkduva (Pampusana leonpascoi)
- Jättemarkduva (Pampusana nui)
- Långbent markduva (Pampusana longitarsis)
- Tongatandduva (Didunculus placopedetes)
- Manduva (Caloenas canacorum)
- Bountyduva (Bountyphaps obsoleta)
- Fijijätteduva (Natunaornis gigoura)
- Tongaduva (Tongoenas burleyi)
- Laukejsarduva (Ducula lakeba)
- Uveakejsarduva (Ducula david)
- Hendersonkejsarduva (Ducula harrisoni)
- Gambierkejsarduva (Ducula tihonireasini)
- Tongakejsarduva (Ducula shutleri)

## Gruiformes
Tranor (Gruidae)
- Kubatrana (Antigone cubensis)
- Maltatrana (Grus melitensis)
- Västeuropeisk trana (Grus primigenia)

Yxnäbbar (Aptornithidae)
- Nordöyxnäbb (Aptornis otidiformis)
- Sydöyxnäbb (Aptornis defossor)

Rallar (Rallidae)
- Abacorall (Rallus cyanocavi)
- Ibizarall (Rallus eivissensis)
- Madeirarall (Rallus lowei)
- Portosantorall (Rallus adolfcaesaris)
- Picorall (Rallus montivagorum)
- Sãomiguelrall (Rallus carvaoensis)
- Sãojorgerall (Rallus nanus)
- Rotarall (Hypotaenidia temptata)
- Aguijanrall (Hypotaenidia pisonii)
- Tinianrall (Hypotaenidia pendiculenta)
- Newirelandrall (Hypotaenidia ernstmayri)
- Tahuatarall (Hypotaenidia roletti)
- Uahukarall (Hypotaenidia gracilitibia)
- Nukuhivarall (Hypotaenidia epulare)
- Huahinerall (Hypotaenidia storrsolsoni)
- Niuerall (Hypotaenidia huiatua)
- Mangaiarall (Hypotaenidia ripleyi)
- Euarall (Hypotaenidia vekamatolu)
- Tabuairall (Hypotaenidia steadmani)
- Vavaurall (Hypotaenidia vavauensis)
- Raparall (Hypotaenidia astolfoi)
- Vitilevurall (Vitirallus watlingi)
- Antillergrottrall (Nesotrochis debooyi)
- Hispaniolagrottrall (Nesotrochis steganinos)
- Kubagrottrall (Nesotrochis picapicensis)
- Hovarörhöna (Hovacrex roberti)
- Chathamsothöna (Fulica chathamensis)
- Maorisothöna (Fulica prisca)
- Chilesothöna (Fulica montanei)
- Huahinepurpurhöna (Porphyrio mcnabi)
- Mangaiasumphöna (Zapornia rua)
- Mindre oahusumphöna (Zapornia ziegleri)
- Molokaisumphöna (Zapornia menehue)
- Mindre mauisumphöna (Zapornia keplerorum)
- Större oahusumphöna (Zapornia ralphorum)
- Större mauisumphöna (Zapornia severnsi)

## Charadriiformes
Pipare (Charadriidae)
- Madagaskarvipa (Vanellus madagascariensis)

Snäppor (Scolopacidae)
- Hendersonsnäppa (Prosobonia sauli)
- Puertoricomorkulla (Scolopax anthonyi)
- Hispaniolamorkulla (Scolopax brachycarpa)
- Större chathambeckasin (Coenocorypha chathamica)
- Fijibeckasin (Coenocorypha miratropica)
- Nyakaledonienbeckasin (Coenocorypha neocaledonica)
- Västindisk beckasin (Gallinago kakuki)

Alkor (Alcidae)
- Kalifornienlunne (Fratercula dowi)

Måsfåglar (Laridae)
- Huahinemås (Chroicocephalus utunui)

## Sphenisciformes
Pingviner (Spheniscidae)
- Waitahapingvin (Megadyptes waitaha)

## Procellariiformes
Liror (Procellariidae)
- Oahupetrell (Pterodroma jugabilis)
- Långbent petrell (Pterodroma imberi)
- Grottlira (Puffinus spelaeus)
- Lavalira (Puffinus olsoni)
- Dynlira (Puffinus holeae)
- Sankthelenalira (Puffinus pacificoides)

## Ciconiiformes
Storkar (Ciconiidae)
- Asfaltstork (Ciconia maltha)
- Större ibisstork (Mycteria wetmorei)

## Suliformes
Skarvar (Phalacrocoracidae)
- Västaustralisk skarv (Microcarbo serventyorum)
- Kohatuskarv (Leucocarbo septentrionalis)

## Pelecaniformes
Ibisar (Threskiornithidae)
- Jamaicaibis (Xenicibis xympithecus)
- Molokaiibis (Apteribis glenos)
- Mauiibis (Apteribis brevis)

Hägrar (Ardeidae)
- Niuenatthäger (Nycticorax kalavikai)
- Bennuhäger (Ardea bennuides)

## Cathartiformes
Teratorner (Teratornithidae)
- Kubateratorn (Oscaravis olsoni)

Kondorer (Cathartidae)
- Kubagam (Coragyps seductus)
- Kubakondor (Gymnogyps varonai)

## Accipitriformes
Hökar (Accipitridae)
- Medelhavsgam (Gyps melitensis)
- Madagaskarkronörn (Stephanoaetus mahery)
- Moaörn (Hieraaetus moorei)
- Tyrrenörn (Aquila nipaloides)
- Robust hök (Accipiter efficax)
- Spenslig hök (Accipiter quartus)
- Hawaiikärrhök (Circus dossenus)
- Nyazeelandkärrhök (Circus eylesi)
- Goliatsvartvråk (Buteogallus borrasi)
- Royvråk (Buteogallus royi)
- Vargvråk (Buteogallus irpus)
- Kubavråk (Buteo sanfelipensis)
- Titanvråk (Titanohierax gloveralleni)
- Herkulesvråk (Gigantohierax itchei)
- Jättevråk (Gigantohierax suarezi)

## Strigiformes
Tornugglor (Tytonidae)
- Nyakaledonientornuggla (Tyto leticarti)
- Maltatornuggla (Tyto melitensis)
- Hispaniolatornuggla (Tyto ostologa)
- Bahamatornuggla (Tyto pollens)
- Karibtornuggla (Tyto noeli)
- Större kubatornuggla (Tyto cravesae)
- Mindre kubatornuggla (Tyto maniola)

Ugglor (Strigidae)
- Tyrrenuggla (Athene angelis)
- Kretauggla (Athene cretensis)
- Madeiradvärguv (Otus mauli)
- Azordvärguv (Otus frutuosi)
- Santarosaeuggla (Asio priscus)
- Kubaglasögonuggla (Pulsatrix arrendondoi)
- Kauaiuggla (Grallistrix auceps)
- Mauiuggla (Grallistrix erdmani)
- Oahuuggla (Grallistrix orion)
- Molokaiuggla (Grallistrix geleches)
- Jättemarkuggla (Ornimegalonyx oteroi)
- Mindre markuggla (Ornimegalonyx ewingi)
- Kubauv (Bubo osvaldoi)
- Tyrrenuv (Bubo insularis)

## Coraciiformes
Markblåkråkor (Brachypteraciidae)
- Ampozamarkblåkråka (Brachypteracias langrandi)

## Falconiformes
Falkar (Falconidae)
- Puertoricokarakara (Caracara latebrosus)
- Västindisk karakara (Caracara creightoni)
- Jamaicakarakara (Caracara tellustris)
- Hispaniolakarakara (Milvago alexandri)
- Mindre kubakarakara (Milvago diazfrancoi)
- Större kubakarakara (Milvago carbo)
- Falklandskarakara (Phalcoboenus napieri)
- Kubafalk (Falco kurochkini)

## Psittaciformes
Maoripapegojor (Strigopidae)
- Chathamkaka (Nestor chathamensis)

Västpapegojor (Psittacidae)
- Puertoricoara (Ara autochtones)
- Jamaicaara (Ara gossei)

Östpapegojor (Psittaculidae)
- Sinotolorikit (Vini sinotoi)
- Nederlagslorikit (Vini vidivici)

## Passeriformes
Klippsmygar (Acanthisittidae)
- Sydöklippsmyg (Pachyplichas yaldwyni)
- Nordöklippsmyg (Pachyplichas jagmi)
- Långnäbbad klippsmyg (Dendroscansor decurvirostris)

Kråkfåglar (Corvidae)
- Puertoricokråka (Corvus pumilis)
- Makaikråka (Corvus viriosus)
- Tjocknäbbad kråka (Corvus impluviatus)
- Maorikorp (Corvus moriorum)

Starar (Sturnidae)
- Huahinestare (Aplonis diluvialis)

Trastar (Turdidae)
- Medelhavstrast (Meridiocichla salotti)

Finkar (Fringillidae)
- Graciosadomherre (Pyrrhula crassa)
- Kärlnäbbad spadnäbbsfink (Vangulifer mirandus)
- Pololeispadnäbbsfink (Vangulifer neophasis)
- Makawehifink (Telespiza persecutrix)
- Mauinuifink (Telespiza ypsilon)
- Kauai-palila (Loxioides kikuchi)
- Konnäbbad fink (Xestospiza conica)
- Åsnäbbad fink (Xestospiza fastigialis)
- Wahifink (Chloridops wahi)
- Kingkongfink (Chloridops regiskongi)
- Saxnäbbskoafink (Rhodacanthis forfex)
- Oahukoafink (Rhodacanthis litotes)
- Maukafink (Orthiospiza howarthi)
- Kauaipalmfink (Ciridops tenax)
- Bågnäbbsakialoa (Akialoa upupirostris)
- Svärdnäbbsnukupuu (Hemignathus vorpalis)
- Oahuspjärnnäbb (Aidemedia chascax)
- Bågnäbbad spjärnnäbb (Aidemedia zanclops)
- Mauispjärnnäbb (Aidemedia lutetiae)
- Palmagrönfink (Chloris triasi)
- Smalnäbbad grönfink (Chloris aurelioi)

Fältsparvar (Emberizidae)
- Kanariesparv (Emberiza alcoveri)

Amerikanska sparvar (Passerellidae)
- Puertoricosparv (Pedinorhis stirpsarcana)

Tangaror (Thraupidae)
- Bractangara (Melopyrrha latirostris)